# Exorista larvarum
Espèce
Exorista larvarum est une espèce de diptères Muscomorphes dont les larves parasitent d'autres insectes.

## Systématique
Le nom valide complet (avec auteur) de ce taxon est Exorista larvarum (Linnaeus, 1758).
L'espèce a été initialement classée dans le genre Musca sous le protonyme Musca larvarum Linnaeus, 1758.
Exorista larvarum a pour synonymes :
- Eriothrix gentilis Meigen, 1805
- Exorista flavescens (Meigen, 1824)
- Exorista insuscepta (Walker, 1853)
- Exorista jugoslavica Lehrer & Dobrivojevic, 1967
- Exorista noctuarum (Rondani, 1865)
- Exorista praepotens (Meigen, 1824)
- Exorista vidua (Meigen, 1824)
- Masicera pulverulenta Macquart, 1851
- Musca larvarum Linnaeus, 1758
- Musca larvincola Ratzeburg, 1844
- Musca monachae Ratzeburg, 1844
- Tachina chrysalidarum Rondani, 1859
- Tachina flavescens Meigen, 1824
- Tachina grandis Robineau-Desvoidy, 1863
- Tachina insuscepta Walker, 1853
- Tachina laeta Robineau-Desvoidy, 1863
- Tachina littoralis Robineau-Desvoidy, 1830
- Tachina macroglossae Robineau-Desvoidy, 1850
- Tachina melancolica Robineau-Desvoidy, 1863
- Tachina melanocolica Robineau-Desvoidy, 1863
- Tachina moreti Robineau-Desvoidy, 1853
- Tachina nitidiventris Macquart, 1854
- Tachina nobilis Robineau-Desvoidy, 1863
- Tachina noctuarum Rondani, 1865
- Tachina praepotens Meigen, 1824
- Tachina puella Robineau-Desvoidy, 1863
- Tachina rapida Robineau-Desvoidy, 1830
- Tachina rubescens Robineau-Desvoidy, 1830
- Tachina scutellaris Robineau-Desvoidy, 1830
- Tachina stimulans Meigen, 1824
- Tachina tardata Robineau-Desvoidy, 1863
- Tachina utilis Townsend, 1908
- Tachina vagans Robineau-Desvoidy, 1830
- Tachina vidua Meigen, 1824
- Tachina villica Robineau-Desvoidy, 1830